# نیکولای کینسکی
نیکولای کینسکی (فرانسوی: Nikolai Kinski‎؛ زادهٔ ۳۰ ژوئیهٔ ۱۹۷۶) هنرپیشه اهل فرانسه است. از فیلم‌هایی که وی در آن نقش داشته است، می‌توان به ایان فلاکس، پرنده‌های زرد، سوپ تورتیا، گریم عشق و نقطه فروپاشی اشاره کرد.